# Nouvelles françaises (Sorel)
Pour les articles homonymes, voir Nouvelles françaises.
Nouvelles françaises (titre complet : Les Nouvelles françaises où se trouvent les divers effets de l'amour et de la fortune) est un recueil de cinq nouvelles de l'écrivain français Charles Sorel édité en 1623. Ces Nouvelles constituent une étape importante dans l'évolution du genre dans la mesure où elles s'éloignent à la fois de la longueur démesurée des romans baroques et de la grande brièveté des fabliaux médiévaux, tout en racontant des histoires sérieuses et non simplement amusantes. 
S'inspirant des Nouvelles exemplaires de Cervantes traduites dès 1615, l'auteur innove d'une part en situant l'action dans la France contemporaine contre la mode des décors de convention (Antiquité ou Orient mystérieux) ; d'autre part en abordant le thème du conflit social. 
Une version très remaniée est éditée en 1645 sous le titre de Nouvelles choisies avec ajout de deux nouvelles inédites.

## Titres des Nouvelles
1. Le pauvre généreux (1645: La vertu récompensée)
2. Les mal mariés (1645: Les mariages mal assortis)
3. La sœur jalouse (1645: La jalousie cruelle)
4. Les trois amants (1645: Les divers amants)
5. La reconnaissance d'un fils (1645: L'heureuse reconnaissance)